# Мацошин

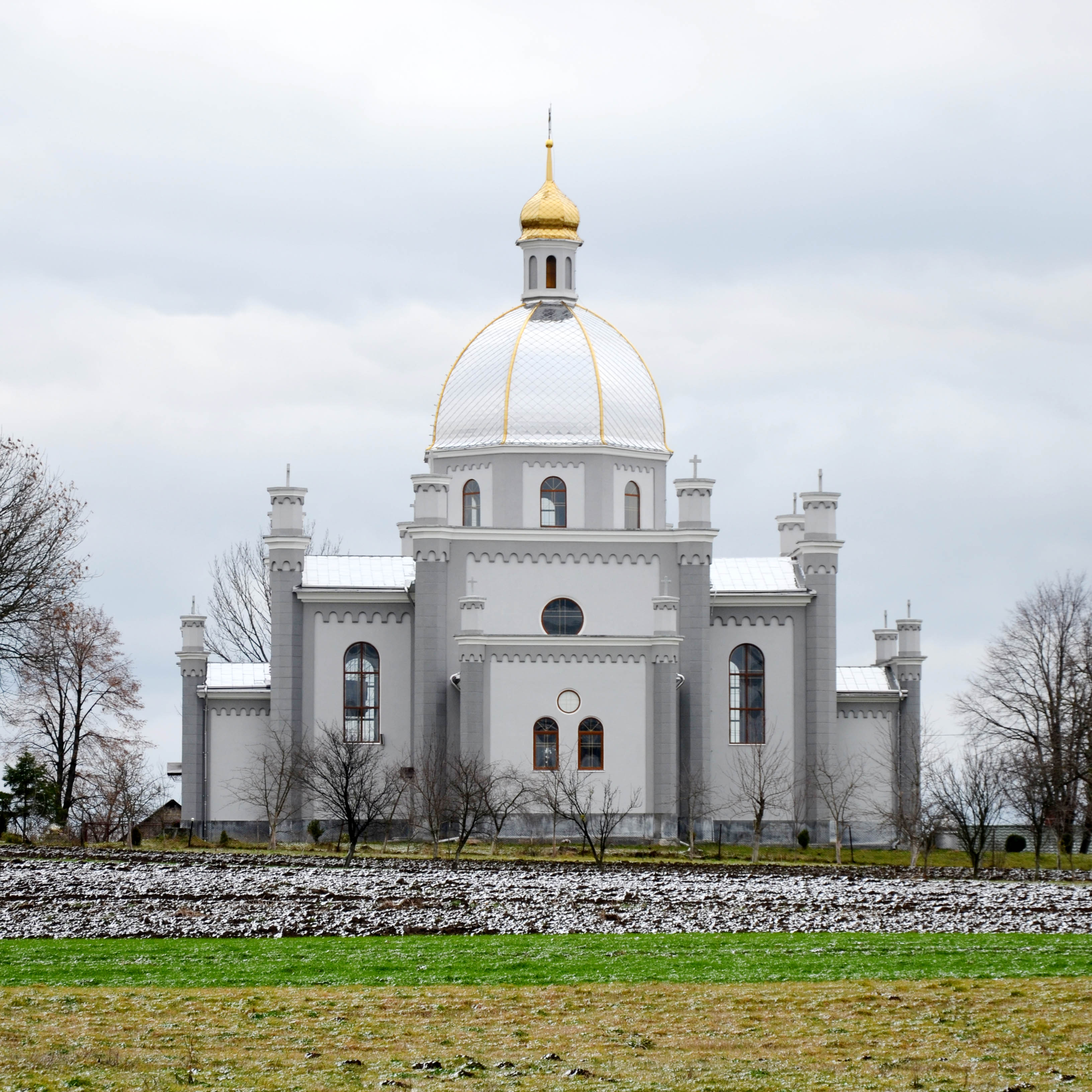
Церква Положення пояса Пресвятої Богородиці, Мацошин

Мацо́шин — село в Україні, у Жовківській міській громаді Львівського району Львівської області.

## Назва
У 1990 р. назву села Моцошин було змінено на одну літеру.

## Історія
Село, належало до Жовківського повіту. Розташоване за 4 км на пд. від Жовкви. На пн. лежить Сопошин, на сх. Смереків, на пд.-сх. Візенберг (нім. Wiesenberg), на пд.-зах. Мокротин, на зах. Стара Скварява. Через село пливе річка Свиня з зах. на сх., а потім на пн.-сх. і пн. до Сопошина. Сільська забудова лежить посередині території. На пн.-зах кордоні села підноситься узгір'я «На камінь» заввишки до 360 м. В 1880 році було 976 жителів у гміні (всі греко-католицького обряду, за винятком кількох римо-католиків). Парафія римо-католицька була в Жовкві. Парафія греко-католицька була в селі (Жовківський деканат, Перемиська дієцезія). До парафії належав Сопошин. В селі була церква і школа етатова однокласна.
За переказами старожителів первинна українська назва села звучала: Мачишин або Мачошин від слова «мачуха». За цим переказом колись після навали монголо-татар, які спалили древнє село поблизу теперішнього с. Мервичі (на височині), одна жінка, позбиравши на згарищі села дітей, що залишились живими, втекла вниз на територію теперішнього села Мацошин, де й оселилася. Надалі діти, яких вона забрала з собою, і для яких вона була по суті мачухою виросли, а серед людей на питання: «Чий ти?», відповідали — мачишин, от і назва. Надалі ця назва, у зв'язку з приходом поляків, трансформована на польський кшталт.
12 червня 2020 року, відповідно до розпорядження Кабінету Міністрів України № 718-р «Про визначення адміністративних центрів та затвердження територій територіальних громад Львівської області», село увійшло до складу Жовківської міської громади.
19 липня 2020 року, в результаті адміністративно-територіальної реформи та ліквідації Жовківського району, село увійшло до складу новоствореного Львівського району.

## Населення

### Мова
Розподіл населення за рідною мовою за даними перепису 2001 року:
| Мова       | Кількість | Відсоток |
| ---------- | --------- | -------- |
| українська | 906       | 99.89%   |
| російська  | 1         | 0.11%    |
| Усього     | 907       | 100%     |

## Церква
В Мацошині є церква Положення Пояса Пресвятої Богородиці. Побудована в 1886 році за проєктом львівського архітектора Сильвестра Гавришкевича. Розпис храму виконав Корнило Устиянович. Мацошинська церква є пам'яткою монументального мистецтва.
Використовується громадами УГКЦ і ПЦУ по черзі.

## Транспорт
Через село проходить залізниця, станція Мацошин.

## Відомі люди

### Народились
- Теодор Пелех — («Рубан», «Чорнота», 14.03.1921 — 14.06.1988) сотник УПА.[7]
- Сірак Іван Іванович  — перший декан філологічного факультету Луцького педагогічного інституту.[8]
- Гущак Іван Васильович — поет.
- Вовкун Василь Володимирович — режисер і сценарист. Міністр культури і туризму України (2007—2010 рр.)
- Пелех Роман Іванович (* 1933) — український краєзнавець, педагог.
- Рибчинський Олег Валерійович (нар. 1970) — український науковець, педагог[9].
- Кочут Володимир Юрійович (21.05.1986 — 04.03.2023) — солдат ЗСУ, загинув поблизу с. Кузьмине, Сєвєродонецького району, Луганської області. Поховали захисника 10.03.2023 в с. Мацошин.
- Клепач Павло Богданович (02.07.1995 — 02.07.2024) — солдат ЗСУ, командир одгого із піхотних підрозділів 116-ої ОМБр. Загинув у Куп'янському районі, Харківської області. Поховали захисника 9 липня 2024 в с. Мацошин.

### Пов'язані з селом
- отець Пелех Іван — парох (УГКЦ) села, посол Галицького сейму 3-го скликання (1870—1876 роки)[10]
- Доктор Лагодинський Микола Гнатович — посол Галицького крайового сейму, лідер радикальної фракції Українського парламентського клубу Райхсрату Австро-Угорщини, працював у Мацошині.
- Дмитро Маївський —член бюро Проводу ОУН, головний редактор органу ОУН «Ідея і чин», генерал-політвиховник УПА. Переховувся від польської влади в 30-х роках в Мацошині.[7]
- Мирослава Керик – громадська діячка в Польщі, співзасновниця Українського дому у Варшаві, член Ради у справах мігрантів при польському омбудсмені. голова правління фонду «Наш вибір», має відзнаки «Золоте віяло» та «Пам’ять справедливих»[11][12][13].